# (10985) Feast
(10985) Feast (4017 T-3) – planetoida z pasa głównego asteroid okrążająca Słońce w ciągu 3,25 lat w średniej odległości 2,19 j.a. 16 października 1977 roku odkryła ją trójka holenderskich astronomów – Cornelis Johannes van Houten, Ingrid van Houten-Groeneveld i Tom Gehrels.
Michael Feast (ur. w 1926) jest południowoafrykańskim astronomem.